# Turmanin

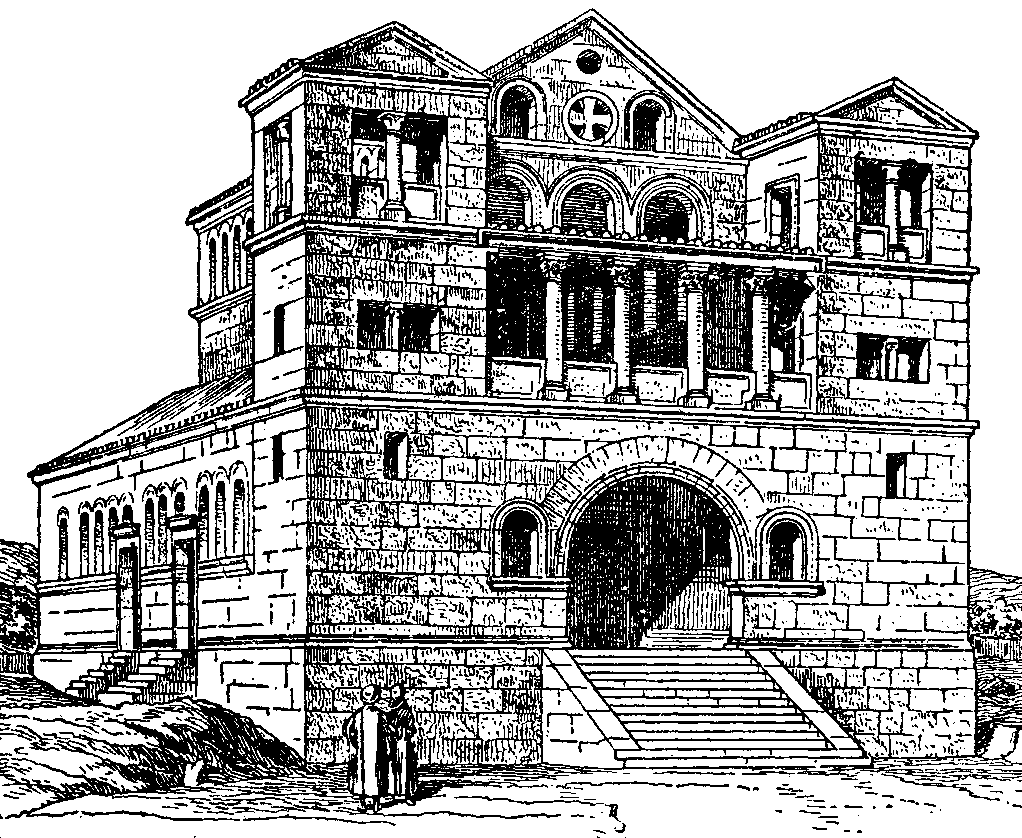
Esboço do mosteiro bizantino de Deir Turmanin, c. 480 AD

Turmanin (em árabe: ترمانين) é uma cidade no norte da Síria, administrativamente parte do distrito de Idlib, localizada ao norte de Idlib. As localidades próximas incluem al-Dana e Sarmada a sudoeste, Darat Izzapara a nordeste e Atarib ao sul. De acordo com o Síria Central Bureau of Statistics (CBS), Turmanin tinha uma população de 10.394 no recenseamento 2004.
A cidade é notável pelas ruínas de uma antiga basílica em sua vizinhança. A basílica, construída em torno de 480 d.C, exerceu importante influência na arquitetura de igreja edificadas posteriormente, ela funcionou como um mosteiro e um hospital. 

## Deir Turmanin
As ruínas do mosteiro bizantino de Deir Turmanin estão localizadas a nordeste da atual cidade. Os edifícios do mosteiro são construídos em torno de um pátio pavimentado, com duas edificações principais, um sarcófago e vários túmulos. As ruínas incluem um edifício que abrigava os dormitórios dos monges e a grande basílica do V século. As torres da fachada eram de três pavimentos. Evidências no local sugerem que os monges estavam envolvidos em atividades agrícolas e pastoris.